# Сакмарская линия
Сакмарская дистанция — система казачьих укреплений и редутов, созданных в 1742 году, вдоль левого берега Сакмары, к востоку от Оренбурга, относившаяся к Оренбургской пограничной линии.

## История
Линия была основана в 1742 году и имела общую протяженность около 100 верст. В её состав входили следующие опорные пункты с постоянным казачьим населением: Пречистенская крепость, Никитинский редут, Воздвиженская крепость и Желтый редут.